# 佐里亞涅 (別利亞耶夫卡區)
46°38′26″N 30°26′28″E / 46.64056°N 30.44111°E
佐里亞內（烏克蘭語：Зоряне）是位於烏克蘭西南部的村莊，由敖德萨州敖德萨区的維霍達市鎮負責管轄。該村始建於1936年，面積0.52平方公里，海拔高度26米，2023年人口250，人口密度每平方公里496.15人。